# Azzan ibn Qais

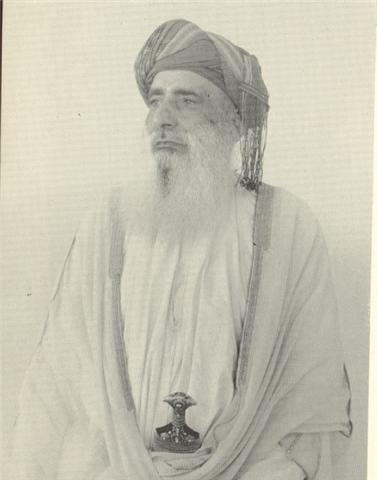
Azzan bin Qais

Azzan ibn Qais (arabisch عزان بن قيس, DMG ʿAzzān b. Qais; † 30. Januar 1871) war Sultan und Imam von Maskat und Oman von 1868 bis 1871.
Azzan entstammte einer Seitenlinie der Said-Dynastie. Während der Machtkämpfe nach der Teilung des Reichs unter Thuwaini ibn Said (1856–1866) war er im Jahr 1864 der Statthalter von Rustaq und lehnte sich gegen die Herrschaft auf. Dafür erkannte er die Herrschaft der Wahhabiten an. 1867 brach er von Rustaq auf, eroberte erst Barka und anschließend Maskat. Dies führte zum Sturz von Salim ibn Thuwaini (1866–1868), der aus der Stadt flüchtete. Azzan ließ sich 1868 zum Imam der Ibaditen wählen. Nachdem er 1869 Baraimi von den Wahhabiten erobert hatte, schloss Azzān-bin-Qais ein Bündnis mit dem Scheich von Abu Dhabi. Trotz der Wahl zum Imam konnte er seine Herrschaft nicht dauerhaft stabilisieren. Azzan wurde schon 1871 von Turki ibn Said (1870–1888), einem Bruder von Thuwaini, mit Hilfe der Scheichs von Dubai, Ras al-Khaima und Ajman besiegt und getötet. Er hatte eine Tochter Sayyida Thuraya bint Muhammad bin ‘Azzan Al-Busaidiyah.